# Niko Reith

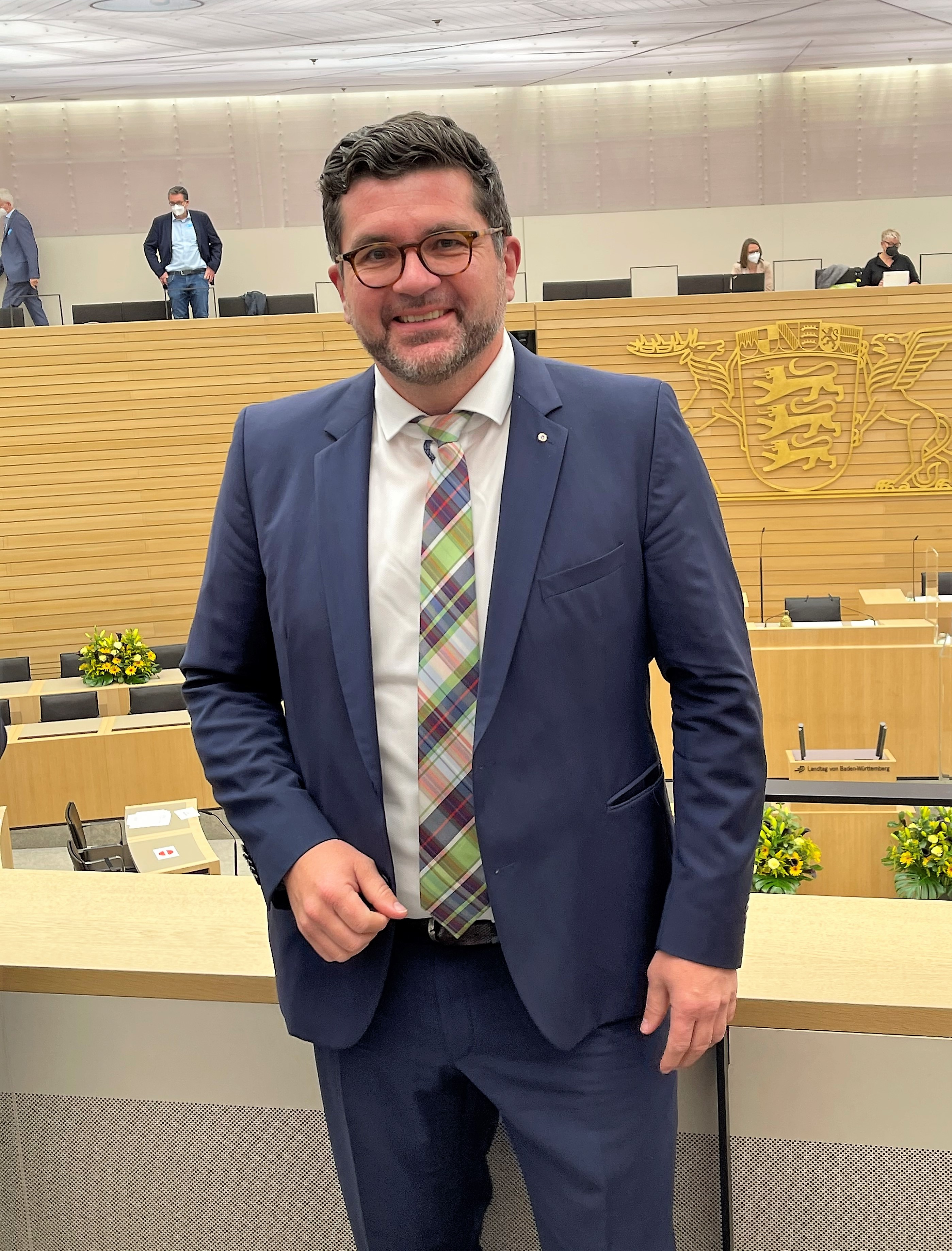
Niko Reith bei der Konstituierung des 17. Landtags von Baden-Württemberg im Jahr 2021

Nikolai „Niko“ Reith (* 5. Juni 1969 in Lahr) ist ein deutscher Politiker (FDP). Von 2014 bis 2016 war er Abgeordneter des Landtages von Baden-Württemberg und ist seit 2021 wieder im Landtag vertreten.

## Leben
Reith besuchte die Lucian-Reich-Schule in Hüfingen und das Fürstenberg-Gymnasium in Donaueschingen. Nach dem Abitur machte er von 1988 bis 1990 eine Ausbildung zum Versicherungskaufmann bei der DBV Winterthur in Villingen-Schwenningen. Dort arbeitete er bis 1995. Seit 1995 ist er als unabhängiger Versicherungsmakler in Donaueschingen tätig. Reith ist verheiratet und hat zwei Kinder.

## Politik
Niko Reith wurde 2006 Mitglied der FDP. Im Jahr 2010 wurde er Vorsitzender des FDP-Stadtverbandes Donaueschingen. Bei den Kommunalwahlen in Baden-Württemberg 2014 wurde er in den Gemeinderat von Donaueschingen gewählt.
Nach der Mandatsniederlegung von Leopold Grimm wurde  Reith  am 1. August 2014 dessen Nachrücker für den Landtag. Dort gehörte er dem Petitionsausschuss sowie dem Ausschuss für Europa und Internationales an. Er war Sprecher der FDP/DVP-Landtagsfraktion für Europapolitik, Bundeswehr, Mittelstand und Handwerk.

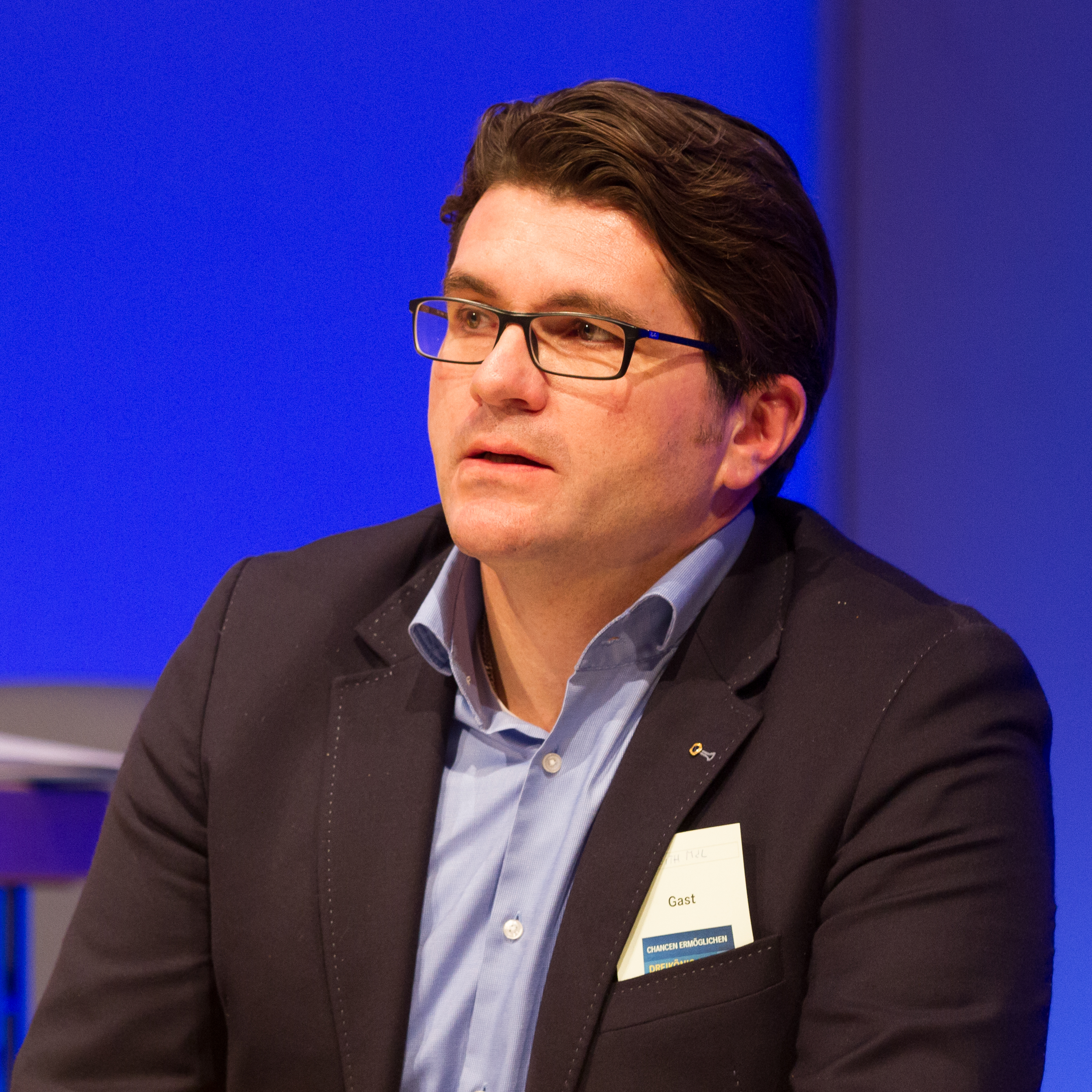
Niko Reith (2015)

Bei der Landtagswahl 2016 erzielte er in seinem Wahlkreis Tuttlingen-Donaueschingen 8,3 % der Stimmen. Da zwei FDP-Kandidaten in anderen Wahlkreisen im Regierungsbezirk Freiburg höhere Ergebnisse erzielen konnten, gelang Reith der Wiedereinzug in den Landtag nicht.
Bei den Kommunalwahlen 2019 wurde Reith erneut in den Gemeinderat der Großen Kreisstadt Donaueschingen und erstmals in den Kreistag des Schwarzwald-Baar-Kreises gewählt. Im Kreistag wurde er Fraktionssprecher der FDP-Fraktion und im Gemeinderat stellvertretender Fraktionssprecher der FDP/FW-Fraktion. Reith wurde 2017 ehrenamtlicher Oberbürgermeister-Stellvertreter in Donaueschingen.
Bei der Landtagswahl 2021 gewann er mit 13,4 % ein Zweitmandat im Wahlkreis Tuttlingen-Donaueschingen.
Reith ist wirtschaftspolitischer und sozialpolitischer Sprecher der FDP/DVP-Fraktion im Landtag.
Bei der 17. Bundesversammlung am 13. Februar 2022 nahm Niko Reith als Delegierter der FDP/DVP-Fraktion an der Wahl des Bundespräsidenten teil.
Niko Reith vertritt die FDP/DVP-Fraktion als Obmann in der Enquete-Kommission „Krisenfeste Gesellschaft“, die Handlungsempfehlungen erarbeiten soll, die das Ziel haben, das baden-württembergische Gemeinwesen für die Zukunft resilienter und krisenfester aufzustellen.